# Ai Kayano
Ai Kayano (茅野 愛衣, Kayano Ai), né le 13 septembre 1987 à Tokyo au Japon, est une seiyū affiliée à Pro-Fit et une chanteuse japonaise. 

## Génériques
- Amethyst comme 1er ending de Captain Earth.
- Maware! Setsugetsuka (avec Yui Ogura et Hitomi Harada)  comme ending de Kikou Shoujo wa Kizutsukanai.
- Oración comme ending de No Game No Life.
- Kimi ga Yume wo Tsuretekita (avec Natsumi Takamori) comme opening de Sakurasou no Pet na Kanojo
- Hajikero! Shī Kyūbu! (avec Chiwa Saito, Yui Makino, Miyuki Sawashiro, Madoka Yonezawa et Rima Nishizaki) comme ending de Tokurei Sochi Dantai Stella Jo-Gakuin Kōtō-ka Shīkyūbu C³-bu.
- Hyouka
  - Madoromi no Yakusoku (avec Satomi Sato) comme 1er ending;
  - Kimi ni Matsuwaru Mystery (avec Satomi Sato) comme 2e ending.
- Servant x Service
  - May I Help You? (avec Aki Toyosaki et Mai Nakahara) comme opening;
  - Hachimitsu Doki comme ending.

## Rôles

### Anime
- Absolute Duo: Silent Devil
- Aldnoah.Zero: Darzana Magbaredge
- AnoHana: Honma Meiko
- Azur Lane: Kaga
- Blue Spring Ride: Yūri Makita
- Captain Earth: Hana Mutō
- Chihayafuru: Kanade Ōe
- Code Geass: Boukoku no Akito: Anna Clement
- Delicious Party♡Precure: Amane Kasai/Cure Finale
- Demon Slayer: Kimetsu no Yaiba: Kanae Kocho
- Fairy Tail: Kyoka
- Food Wars! : Ryōko Sakaki
- Girls und Panzer: Saori Takebe
- Golden Time: Nana Hayashida
- Guilty Crown: Inori Yuzuriha
- Houseki no Kuni: Diamant[2]
- Hyouka: Mayaka Ibara
- Kami-sama no Memo-chō: Ayaka Shinozaki
- Kamisama Dolls: Shiba Hibino
- Kikou Shoujo wa Kizutsukanai: Irori
- Kono Subarashii Sekai ni Shukufuku o!: Lalatina Dustiness Ford (aka. Darkness)
- March Comes in like a Lion : Akari Kawamoto
- Medaka Box: Mogana Kikaijima
- Miru Tights: Yuiko Okuzumi
- Nagi no Asukara: Chisaki Hiradaira
- No Game No Life: Shiro
- Ōkami Shōjo to Kuro Ōji: Ayumi Sanda
- ReLIFE: Chizuru Hishiro
- Saenai Heroine no Sodatekata: Utaha Kasumigaoka
- Sakurasou no Pet na Kanojo: Mashiro Shiina
- Say I love you: Mei Tachibana
- Selector Infected WIXOSS: Hitoe Uemara
- Senyū: Ruki
- Servant x Service: Lucy Yamagami
- Shigatsu wa Kimi no Uso: Nagi Aiza
- Sket Dance: Roman Saotome
- Suisei no Gargantia: Saaya
- Super Seisyun Brothers: Mako
- Sword Art Online Alicization: Alice
- Terra Formars: Sheila Levitt
- The Heroic Legend of Arslan: Irina
- The Promised Neverland: Anna
- Tokurei Sochi Dantai Sutera Jo-Gakuin Kōtō-ka Shīkyūbu : Karila Hatsuse

- Valvrave the Liberator: Pino et Aina Sakurai
- Witchcraft Works: Kasumi Takamiya
- Yumekui Merry: Isana Tachibana

### Jeux vidéo
- Arknights : Platinum
- Azur Lane : Atago, Graf Zeppelin, Kaga et Renown
- Danganronpa : Mikan Tsumiki
- Dragalia Lost : Julietta/Zethia
- Final Fantasy XIV[3] : Y'shtola Rhul
- Fire Emblem Heroes : Gunnthrá
- Girls' Frontline : Kar98K, NTW-20 et StG-44
- Gothic wa Mahou Otome : Kaga
- Granblue Fantasy : Alliah Istavion
- Kantai Collection : Ashashimo, Arashi, Katsuragi et U-511/Ro-500
- World's End Club : Vanilla
- Soulworker : Haru Estia